# Ҋ
Ҋ (minuscule : ҋ), appelé i bref à queue, est une lettre de la variante de l’alphabet cyrillique utilisée dans l’écriture du same de Kildin.

## Utilisation
La lettre cyrillique yé ‹ ј › est utilisée pour noter la consonne spirante palatale sourde [j̊] dans l’alphabet cyrillique du same de Kildin de 1982 et est remplacé par le i bref à queue ‹ ҋ › dans la révision de l’alphabet de 1987, le ministère de l’Éducation considérant la lettre yé trop « occidentale ». Dans son alphabet de 1991, Aleksandra Andreevna Antonova (ru) n’utilise ni ‹ ҋ › ni ‹ ј ›, qu’elle considère comme superflues.

## Représentations informatiques
Le i bref à queue peut être représenté avec les caractères Unicode suivants :
| formes    | représentations | chaînes de caractères | points de code | descriptions                               |
| --------- | --------------- | --------------------- | -------------- | ------------------------------------------ |
| capitale  | Ҋ               | Ҋ                     | U+048A         | lettre majuscule cyrillique i bref à queue |
| minuscule | ҋ               | ҋ                     | U+048B         | lettre minuscule cyrillique i bref à queue |